# Chodorkiw
Chodorkiw (ukrainisch Ходорків; russisch Ходорков Chodorkow) ist ein Dorf im Südosten der ukrainischen Oblast Schytomyr mit etwa 1300 Einwohnern (2001).
Die 1471 gegründete Ortschaft liegt an der Territorialstraße T–06–05 und am Oberlauf des Irpin 22 km nordwestlich vom ehemaligen Rajonzentrum Popilnja und etwa 70 km südöstlich von Schytomyr.

## Gemeinde
Am 17. August 2016 wurde das Dorf ein Teil der neugegründeten Siedlungsgemeinde Popilnja, bis dahin bildete es zusammen mit dem Dorf Pustelnyky (Пустельники) und der Ansiedlung Widrodschennja (Відродження) die gleichnamige Landratsgemeinde Chodorkiw (Ходорківська сільська рада/Chodorkiwska silska rada) im Nordwesten des Rajons Popilnja.
Am 17. Juli 2020 kam es im Zuge einer großen Rajonsreform zum Anschluss des Rajonsgebietes an den Rajon Schytomyr.

## Persönlichkeiten
Etwa 1630 kam in Chodorkiw der ukrainische Hetmann Iwan Samojlowytsch zur Welt.
Zudem stammte die Mutter des französischen Comicautors und Publizisten René Goscinny (1926–1977) aus Chodorkiw.